# Krigsåret 1902

## Pågående krig
- Andra boerkriget (1899-1902)[1]
  - Storbritannien på ena sidan
  - Sydafrikanska republiken och Oranjefristaten på andra sidan

- Filippinsk-amerikanska kriget (1898-1913)

- Tusendagarskriget (inbördeskrig i Colombia) (1899-1902)[2]

## Händelser

### Mars
- 23 - Boernas delegater kommer till Pretoria för fredsförhandligar med britterna.

### Maj
- 31 - Freden i Pretoria undertecknas. Andra boerkriget har därmed avslutats.

### Fotnoter
1. ↑  ”World Statesmen”. http://www.worldstatesmen.org/WARS.html. Läst 28 juni 2011.
2. ↑  ”Chronological List of All Wars”. Arkiverad från originalet den 9 oktober 2014. https://web.archive.org/web/20141009082543/http://www.correlatesofwar.org/COW2%20Data/WarData_NEW/WarList_NEW.pdf. Läst 29 juni 2011.